# Johann Bernhard Hermann
Johann Bernhard Hermann (* 18. Februar 1761 in Hof; † 3. Februar 1790 in Göttingen) war ein deutscher Intellektueller.

## Leben
Er war durch den gemeinsamen Besuch des Gymnasiums Albertinum, dem Vorgänger des heutigen Jean-Paul-Gymnasiums, ein enger Jugendfreund Jean Pauls, der Hermann in vielen seiner Werke ein Denkmal setzte, so z. B. im Roman Siebenkäs. Hermann kann als Phänotyp eines deutschen Intellektuellen aus der Unterschicht in der zweiten Hälfte des 18. Jahrhunderts gelten; sein Briefwechsel mit Jean Paul spiegelt unter anderem die gesellschaftliche Situation von Studenten aus unterprivilegierten Schichten jener Zeit. Hermanns Bemühen, Mediziner zu werden, scheiterte an den materiellen Umständen.

## Werke
- Epistola gratulatoria ad M. Ioannem Vilelmum Link – De Uso Pulmonum. Lips. Leipzig 1786
- Über die Anzahl der Elemente. Berlin 1786
- Ueber Feuer, Licht und Wärme. Berlin 1787